# Um Crush em Milagres
Um Crush em Milagres é um reality show brasileiro produzido pela Viuz.z e exibido pela plataforma streaming Viuz.z, apresentado por Marina Ferrari. Estreou em 14 setembro de 2020 e encerrou em 24 de novembro de 2020. É baseado no reality show De Férias com o Ex Brasil.

## Enredo
Durante uma semana, nossos participantes Rico e Ney, ficarão confinados em uma mansão, em Milagres. Cada um participante diferente tentará conquistar um deles, mas não será tão fácil. Será que vai rolar um amor verdadeiro?
Inspirada nos aplicativos de paquera e nas pessoas que vivem à procura de um crush, a Viuz.z  idealizou o primeiro Reality Show LGBTQIA+ do Brasil, que será gravado na praia de São Miguel dos Milagres, em Alagoas. Os digitais influencers Rico Melquiades e Ney Lima terão que ser conquistados por oito pretendentes.

## Participantes
- Negrito indica o participante original; todos os outros participantes, foram trazidos para o programa.

| Episódios | Nome            | Idade e origem        | Ocupação              |
| --------- | --------------- | --------------------- | --------------------- |
| 13        | Rico Melquiades | 29 anos, Maceió, AL   | Influenciador digital |
| 13        | Ney Lima        | 23 anos, Serrinha, BA | Influenciador digital |